# Eureka Automobile Agency
Eureka Automobile Agency war ein US-amerikanischer Hersteller von Automobilen.

## Unternehmensgeschichte
Das Unternehmen aus New York City war ursprünglich ein Automobilhändler mit angeschlossener Werkstatt für Fahrzeuge von der P. T. Motor Company. 1902 stellte es selber einige Automobile her, die als Eureka vermarktet wurden. Als Werkstatt existierte das Unternehmen noch nach 1902.
Es gab keine Verbindung zu den anderen US-Herstellern der Automarke Eureka: Eureka Motor Car Company, Eureka Motor Car Manufacturing Company, Eureka Motor Buggy Company und Eureka Company. 		

## Fahrzeuge
Im Angebot stand nur ein Modell. Es hatte einen Einzylindermotor von der P. T. Motor Company mit 4,5 PS Leistung.